# Indigofera bangweolensis
Indigofera bangweolensis är en ärtväxtart som beskrevs av Robert Elias Fries. Indigofera bangweolensis ingår i släktet indigosläktet, och familjen ärtväxter. Inga underarter finns listade i Catalogue of Life.